# Hoya meredithii
Hoya meredithii är en oleanderväxtart som beskrevs av T. Green. Hoya meredithii ingår i släktet Hoya och familjen oleanderväxter. Inga underarter finns listade i Catalogue of Life.